# NGC 3491
NGC 3491 este o radiogalaxie situată în constelația Leul. A fost descoperită în 11 martie 1784 de către William Herschel.